# بيل كاسيلمان (لغوي)
بيل كاسيلمان هو لغوي كندي، ولد في 1942.